# فیلیپو تیمی
فیلیپو تیمی (ایتالیایی: Filippo Timi؛ زادهٔ ۲۷ فوریهٔ ۱۹۷۴) بازیگر و نویسنده اهل ایتالیا است.
از فیلم‌ها یا برنامه‌های تلویزیونی که وی در آن نقش داشته است، می‌توان به استریکس و اوبلیکس: خدا حافظ خاک بریتانیا، ریسمان نامرئی و شیاطین سن پترزبورگ اشاره کرد.